# Giambuono de' Medici

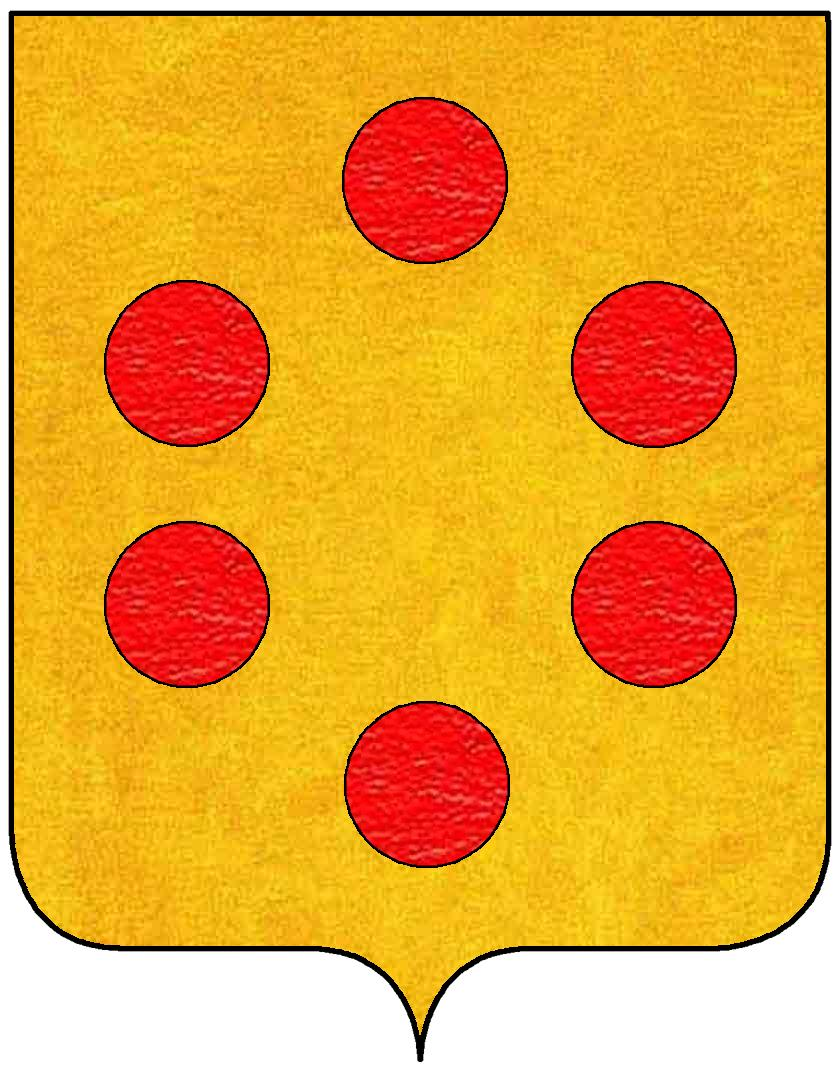
Arma antica dei Medici

Giambuono de' Medici (1140 – 1192) è ritenuto il capostipite del casato dei Medici.

## Biografia
Lo storico e genealogista Pompeo Litta Biumi cita un "Giambuono" originario probabilmente della zona del Mugello e riferisce che in San Piero a Sieve, dove i Medici avevano dei beni, era situata la chiesa dell'Assunta, nella quale sul muro era posta un'antica iscrizione di un "prete Giambuono", che si ritiene fosse un Medici. Il Litta non lo ritiene il capostipite dei Medici, «Mi guarderò bene dall'asserire che da questo prete discenda la casa Medici», ma ritiene che le congetture stratificate nei secoli, alcune reali testimonianze, la ripetizione del nome più volte riportato, hanno concluso per definire Giambuono come capostipite della casa. Nonostante la tradizione medicea voglia come vero capostipite Medico di Potrone - che si dissero discendere da un figlio illegittimo di Carlo Magno - prima del XIII secolo, comunque, non vi sono documenti utili o certi sulle origini del casato dei Medici.

## Discendenza
Ebbe due figli:
- Chiarissimo (*1167? †~1210), da lui derivarono i rami più importanti della famiglia, tra questi il ramo Salvestro di Averardo de' Medici;
- Bonagiunta (*? †1226?), capostipite di un ramo minore estintosi nel XV secolo.